# Fritz Bäsel
Friedrich „Fritz“ Bäsel (* 1. Mai 1907 in Wiebelskirchen; † 17. November 1975 in Saarbrücken) war ein deutscher, im Saarland tätiger Politiker (Kommunistische Partei).

## Leben
Nach der Volksschule arbeitete Bäsel ab 1921 im Neunkircher Eisenwerk und war in den freien Gewerkschaften tätig. Zunächst war er im Deutschen Baugewerksbund organisiert, später im Deutschen Metallarbeiter-Verband (DMV). 1923 trat er dem Kommunistischen Jugendverband bei und wurde 1928 Mitglied der Kommunistischen Partei. Wegen seiner Tätigkeit als Obmann des Arbeiterausschusses (1929–1931) im Rahmen der Politik der Revolutionären Gewerkschafts-Opposition (RGO) wurde er von seinem Arbeitgeber gemaßregelt und schließlich entlassen. Anschließend war er Volontär und danach bis 1934 Redakteur bei der Saarbrücker Arbeiter-Zeitung. Daneben gehörte er dem Gemeinderat von Wiebelskirchen von 1932 bis 1935 als Vorsitzender der KP-Fraktion an. Bäsel wurde nach der Rückkehr des Saarlandes ins Deutsche Reich (1935) politisch verfolgt, weswegen er nach Frankreich emigrierte. Er wurde schließlich verhaftet und fünf Jahre in einem Arbeitslager interniert.

## Politik
Nach dem Krieg war er zweiter Vorsitzender der saarländischen Kommunistischen Partei und arbeitete als Chefredakteur der Zeitung Neue Zeit. Ab 1947 war er Mitglied im ersten Landtag des Saarlandes, jedoch gab er sein Mandat bereits 1950 wegen parteiinterner Streitigkeiten wieder ab. Danach arbeitete er bis 1954 als Redakteur in Mannheim und Düsseldorf.
Nach seiner Rückkehr ins Saarland war er Erster Landessekretär der KP. 1955 gelang ihm erneut die Wahl in den Saarländischen Landtag. Wegen des KPD-Verbots und des Beitritts des Saarlandes zur Bundesrepublik Deutschland wurde 1957 vom Bundesverfassungsgericht auch das Verbot der saarländischen KP angeordnet. In einem Wahlprüfungsverfahren hat der Landtag des Saarlandes am 17./18. Juli 1959 festgestellt, dass die Mandate der kommunistischen Abgeordneten Bäsel und Erich Walch ersatzlos wegfallen, jedoch konnten beide aufgrund einer einstweiligen Anordnung des Verfassungsgerichtshofes des Saarlandes ihre Rechte als Landtagsabgeordnete bis zum Ende der Wahlperiode im Dezember 1960 wahrnehmen. In der Hauptsache wurde das Verfahren 1961 eingestellt.
Bäsel starb am 17. November 1975 und wurde auf dem Hauptfriedhof Saarbrücken beigesetzt.